# Раде Зорић
Раде Зорић (Доње Врточе, код Дрвара, 17. октобар 1914 – Београд, 8. фебруар 1996), учесник Народноослободилачке борбе, генерал-мајор ЈНА и народни херој Југославије.

## Биографија
Родио се у селу Доње Врточе, код Дрвара 17. октобра 1914. године. Бавио се кројачким занатом. У периоду од 1933. до 1938. године радио је у Београду и ту се упознао са омладинским покретом и активно је радио у УРС-овим синдикатима. Због својих активности примљен је у КПЈ већ 1935. године. Радио је на упућивању добровољаца у интернационане бригаде у Шпански грађански рат. Вратио се у Дрвар 1938. године где је радио као кројач, наставивши револуционарни рад. Постао је секретар партијске ћелије у родном месту 1941. године.
Током рата учествовао је у устаничким борбама за ослобођење Оштреља 27. јула 1941. године и касније Срнетице. Средином августа 1941. године формиран је Дрварско-петровачки батаљон „Слобода”, а он постављен за политичког комесара чете. Истакао се за време усташко-домобраке офанзиве од 22. до 25. августа када је његова чета разбила непријатељску митраљеску чету и запленила 6 тешких митраљеза. Почетком 1942. године постављен је за команданта граховског батаљона „Гаврило Принцип”. У једној борби са италијанима код Ресановаца је рањен.
Постављен је за команданта батаљона новоформиране Четврте крајишке бригаде. Учествовао је у свим борбама, а највише се истакао током Четврте непријатељске офанзиве на правцу Сански Мост − Босански Петровац. У мају 1943. године постављен је за команданта 4. крајишке бригаде и на тој дужности прошао је кроз Босну, Санџак, Црну Гору, Западну и Јужну Србију. Учествовао је у свим борбма које су у овом периоду вођене у регионима у којима је боравио.
За одлично вођење бригаде у нападу на Бугојно у августу 1943. године похвалио га је Врховни командант НОВ и ПОЈ. Посебно успешне борбе бригаде је водила за време немачке офанзиве у децембу 1943 и јануару 1944. године. Истакао се у борбама које су вођене у Санџаку у марту и мају 1944. године и разбијању немачких снага на превоју Чакор. У августу 1944. године постављен је за команданта 45. српске дивизије у рејону Соко Бање. Са њима је учествовао у борбама у Источној Србији против Немаца и Бугара. Командовао је дивизијом и на Сремском фронту и учествовао у његовом пробоју.
Након ослобођења завршио је Вишу војну академију ЈНА, а затим био на дужности команданта дивизије. Пензионисан је 1954. године у чину пуковника, а у пензији је постао генерал-мајор. Преминуо је у Београду 8. фебруара 1996. године.
Носилац је Партизанске споменице 1941. и других југословенских одликовања, међу којима су — Орден братства и јединства првог реда, Орден за војне заслуге првог реда, Орден партизанске звезде другог реда и др. Орденом народног хероја је одликован 27. новембра 1953. године.